# 1,3-butaandiol
1,3-butaandiol is een diol. Het is een van de vier stabiele isomeren van butaandiol. Het is een kleurloze en nagenoeg reukloze hygroscopische vloeistof die volledig mengbaar is met water.
Het koolstofatoom in positie 3 is een asymmetrisch koolstofatoom en vormt een chiraal centrum, wat betekent dat er twee stereo-isomeren bestaan van 1,3-butaandiol:
- (R)-1,3-butaandiol (CAS-nummer: 6290-03-5)
- (S)-1,3-butaandiol (CAS-nummer: 24621-61-2)

## Synthese
1,3-butaandiol kan bereid worden door de Prins-reactie van propeen met formaldehyde, met zwavelzuur als katalysator.
De meest toegepaste syntheseweg is de aldol-reactie van aceetaldehyde tot 3-hydroxybutanal. De hydrogenering hiervan levert 1,3-butaandiol:
Bepaalde micro-organismen kunnen een optisch actieve vorm van 1,3-butaandiol produceren, bijvoorbeeld door omzetting van 4-hydroxy-2-butanon in (R)-1,3-butaandiol.

## Toepassingen
Door dehydratie van 1,3-butaandiol kan 1,3-butadieen gevormd worden, een grondstof voor synthetische rubbers, latex en kunstharsen. Daarnaast is 1,3-butadieen ook een substraat in de diels-alderreactie.
Met behulp van een zuurkatalysator kan het cycliseren tot 2-methyloxetaan:
Het wordt ook gebruikt als oplosmiddel, als vervangmiddel van glycerine in cosmetische producten, als grondstof voor weekmakers en als co-monomeer voor polyesters en polyurethanen.
(R)-1,3-butaandiol wordt gebruikt voor de synthese van geneesmiddelen, waaronder antibiotica.